# Шахрайки з Волл-стріт
«Шахрайки з Волл-стріт» (англ. Hustlers) — американський комедійно-драматичний фільм 2019 року, знятий Лорін Скафарією за власним сценарієм, створеним на основі статті «Hustlers at Scores» Джессіки Пресслер з журналу «New York» за 2015 рік з Констанс Ву, Дженніфер Лопес, Джулією Стайлз, Кеке Палмер, Лілі Райнгарт, Lizzo та Cardi B у провідних ролях.
Світова прем'єра фільму відбудеться 7 вересня 2019 року на Міжнародному кінофестивалі в Торонто, з першим показом у США 13 вересня 2019 року та Україні — 12 вересня 2019 року.

## У ролях
| Актор           | Роль        |
| --------------- | ----------- |
| Констанс Ву     | Дороті      |
| Дженніфер Лопес | Рамона Вега |
| Cardi B         | Даймонд     |
| Кеке Палмер     | Мерседес    |
| Джулія Стайлз   | Елізабет    |
| Лілі Рейнгарт   | Аннабель    |
| Lizzo           | Ліз         |
| Мерседес Рюль   | Мама        |
| Трейс Лісетт    | Трейсі      |
| Ашер Реймонд    | у ролі себе |
| Метт Таулі      | Джастіс     |
| Мадлен Брюер    | Дон         |
| Френк Вейлі     | Різ         |
| Брендон Кінер   |             |
| Стівен Боєр     |             |
| Джованні Ортіз  |             |
| Джон Глейзер    |             |
| Макс Мінгелла   |             |

## Виробництво
У лютому 2016 року було оголошено, що Джессіка Ельбаум, Вілл Феррелл та Адам Мак-Кей займуться продюсуванням фільму від своєї кінокомпанії Gloria Sanchez Productions. У травні 2016 року компанія Annapurna Pictures оголосила про створення, фінансування та розповсюдження фільму, а продюсерами стали Меган Еллісон та Челсі Барнард. У серпні 2018 року було оголошено, що Дженніфер Лопес отримала роль у фільмі, а Лорен Скафарія стала режисеркою та сценаристом. У жовтні 2018 року було оголошено, що Annapurna кинула фільм, і STX Entertainment придбала права на його розповсюдження, а Констант Ву приєдналася до акторського складу. Annapurna нібито вийшла з проекту через проблеми з бюджетом. Однак пізніше стало відомо, що компанія стала співпродюсером стрічки. У березні 2019 року Cardi B, Лілі Рейнгарт, Кеке Палмер, Джулія Стайлз, і Мерседес Рюль приєднався до акторського складу, а також шли перемовини щодо залучення Метт Таулі та Трейс Лісетт. Того ж місяця ролі отримали Мадлен Брюер та Френк Вейлі. У квітні 2019 року Lizzo отримала роль. У травні 2019 року до акторського складу приєднався Ашер Реймонд.
Зйомки фільму розпочалися 22 березня 2019 року в Нью-Йорку та тривали до 4 травня 2019 року. Офіційний трейлер вийшов 17 липня 2019 року.

## Випуск
Світова прем'єра фільму відбулась на Міжнародному кінофестивалі в Торонто 7 вересня 2019 року, перший показ в США відбувся 13 вересня 2019 року, в Україні — 12 вересня 2019 року.